# Marscherwald
Marscherwald – wieś (Uertschaft) we wschodnim Luksemburgu, w kantonie Echternach, część jej leży w gminie Bech, a pozostała w gminie Consdorf. Do 3 października 2015 miejscowość leżała w dystrykcie Grevenmacher.  